# Nijō Kanemoto
Nijō Kanemoto (二条 兼基, [[[1267]] - 1334] Erro: {{japonês}}: texto da transliteração contém caractere não latino (pos 19) (ajuda)), foi um Nobre do período Kamakura da História do Japão.

## Vida e carreira
Foi filho de Nijō Yoshizane e depois da morte de seu pai foi adotado por seu irmão mais velho Nijō Morotada foi o terceiro líder do Ramo Nijō (originário do Ramo Kujō do Clã Fujiwara).
Ingressou na Corte Imperial em 1277 durante o reinado do Imperador Go-Uda, sendo nomeado Chamberlain. Em 1283 foi nomeado  vice-governador da província de Harima.
Em 1287 é nomeado Sangi neste mesmo ano foi promovido a Chūnagon e designado Dainagon em 1288 no reinado do Imperador Fushimi. 
Foi nomeado Naidaijin em 1291 e neste mesmo ano designado Udaijin até 1297 quando foi promovido a Sadaijin. Em 1298 foi nomeado tutor do Príncipe Imperial Tanehito (futuro Imperador Go-Fushimi) posteriormente sesshō (1298–1300) deGo-Fushimi e líder do clã Fujiwara.
Concomitantemente foi nomeado Daijō Daijin no período de 1299 a 1300. Em 1300 tornou-se  kanpaku de Go-Fushimi (até sua abdicação em 1301) e do Imperador Go-Nijo até 1305.
Em 1308 abandonou sua vida na Corte e se converteu em monge budista com o nome de Enkū vindo a falecer em 1317.
Teve como filhos Nijō Michihira, Nijō Moromoto, entre outros.
| Precedido por Nijō Morotada        | -- 3º Líder dos Nijō Fujiwara | Sucedido por Nijō Michihira        |
| Precedido por Tōin Kinmori         | 54º Daijō Daijin (1299-1300)  | Sucedido por Tsuchimikado Sadazane |
| Precedido por Takatsukasa Kanetada | 72º Sadaijin (1297-1299)      | Sucedido por Kujō Moronori         |
| Precedido por Takatsukasa Kanetada | 115º Udaijin (1291-1297)      | Sucedido por Kujō Moronori         |
| Precedido por Tōin Kinmori         | 86º Naidaijin (1291)          | Sucedido por Tokudaiji Kintaka     |